# Maria Curatolo
Maria Curatolo (Torino, 12 ottobre 1963) è un'ex maratoneta e mezzofondista italiana.

## Biografia
Vanta, nella maratona, una medaglia d'argento agli europei di Helsinki 1994 ed un ottavo posto a Seul 1988. Ha disputato anche i mondiali di corsa campestre, dove vanta un decimo posto nel 1988 come miglior risultato.
Tra i trofei minori ha vinto la Corsa internazionale di San Silvestro a Bolzano nel 1988 ed il Giro podistico internazionale di Castelbuono nel 1995.

## Palmarès
| Anno | Manifestazione  | Sede      | Evento        | Risultato | Prestazione | Note |
| ---- | --------------- | --------- | ------------- | --------- | ----------- | ---- |
| 1986 | Europei         | Stoccarda | 10000 m piani | 10ª       | 32'04"34    |      |
| 1987 | Mondiali        | Roma      | 10000 m piani | Batteria  | dnf         |      |
| 1988 | Giochi olimpici | Seul      | Maratona      | 8ª        | 2h30'14"    |      |
| 1994 | Europei         | Helsinki  | Maratona      | Argento   | 2h30'33"    |      |
| 1996 | Giochi olimpici | Atlanta   | Maratona      | dnf       |             |      |

## Campionati nazionali
1986
- Argento ai campionati italiani assoluti, 10000 m piani - 33'25"29
- Oro ai campionati italiani di maratonina - 1h13'58"8

1987
- Oro ai campionati italiani assoluti, 10000 m piani - 33'30"66

1988
- Oro ai campionati italiani di maratonina - 1h14'00"

## Altre competizioni internazionali
1984
- Bronzo alla Milano Marathon ( Milano) - 2h37'29"
- Oro alla Maratona di Cesano Boscone ( Cesano Boscone) - 2h36'05"
- Oro alla Spaccanapoli ( Napoli), 15 km - 53'54"

1985
- Oro alla Roma-Ostia ( Roma) - 1h43'13"
- Argento al Campaccio ( San Giorgio su Legnano)

1987
- Argento alla Maratona di Venezia ( Venezia) - 2h30'15"
- Argento al Campaccio ( San Giorgio su Legnano)

1988
- Oro alla Maratona di Roma ( Roma) - 2h39'33"
- Oro alla Maratona di Palermo ( Palermo) - 2h42'14"
- Oro alla Maratona di Bologna ( Bologna) - 2h33'48"

1989
- Oro al Campaccio ( San Giorgio su Legnano)

1993
- Argento alla Maratona di Torino ( Torino) - 2h36'48"

1994
- 13ª alla Cinque Mulini ( San Vittore Olona)

1995
- 5ª alla Maratona di Berlino ( Berlino) - 2h31'12"
- Oro al Giro podistico internazionale di Castelbuono ( Castelbuono) - 14'27"

1997
- Oro alla Maratona del Lamone ( Russi) - 2h41'45"
- Argento alla Mezza maratona di Ivry-sur-Seine ( Ivry-sur-Seine) - 1h12'03"
- Argento alla 10 km di Gualtieri ( Gualtieri) - 33'10"
- 5ª alla Cinque Mulini ( San Vittore Olona) - 17'43"